# Королевство Богемия
Короле́вство Боге́мия (нем. Königreich Böhmen, лат. Regnum Bohemiae), Чешское королевство (чеш. České království) — королевство в Центральной Европе, располагавшееся на исторической части территории современной Чехии. 
Богемское королевство формально было образовано в 1212 году императором Священной Римской империи Фридрихом II после подписания Сицилийской золотой буллы. Богемия входила в состав Священной Римской империи вплоть до её распада в 1806 году, затем стала частью Австрийской империи и Австро-Венгрии. Королевство ликвидировано в 1918 году вместе с распадом Австро-Венгрии.

## История
К началу христианской эры в Центральной Европе территория Богемии была заселена кельтскими племенами бойев (откуда название). С VI века её постепенно заселяли славянские племена, и вскоре Богемия стала территориальным центром Чешской державы.

### XIII век: становление
Хотя некоторые правители Богемии XI—XII веков пользовались ненаследуемым королевским титулом (Вратислав II, Владислав II), королевство было официально учреждено лишь в 1198 году Пржемыслом Отакаром I. Его королевский статус был официально признан Филиппом Швабским в обмен на поддержку в борьбе с соперником Филиппа, императором Оттоном IV. В 1204 году королевский титул Пржемысла был признан самим Оттоном IV, а также папой Иннокентием III. Документальное закрепление существования Богемского королевства произошло в 1212 году в Сицилийской золотой булле, подписанной императором Фридрихом II.
С этого времени императорская прерогатива одобрять каждого богемского правителя и назначать епископа Праги была ликвидирована. Преемником Пржемысла стал его сын от второго брака Вацлав I. Сестра Вацлава I Одноглазого Агнесса, позже причисленная к лику святых, была чрезвычайно решительной и энергичной женщиной. Она отказалась выйти замуж за императора Священной Римской империи, а вместо этого посвятила свою жизнь духовным изысканиям. С одобрения папы римского она создала в 1233 году Орден рыцарей креста с красной звездой — первый рыцарский орден в Чешском королевстве.

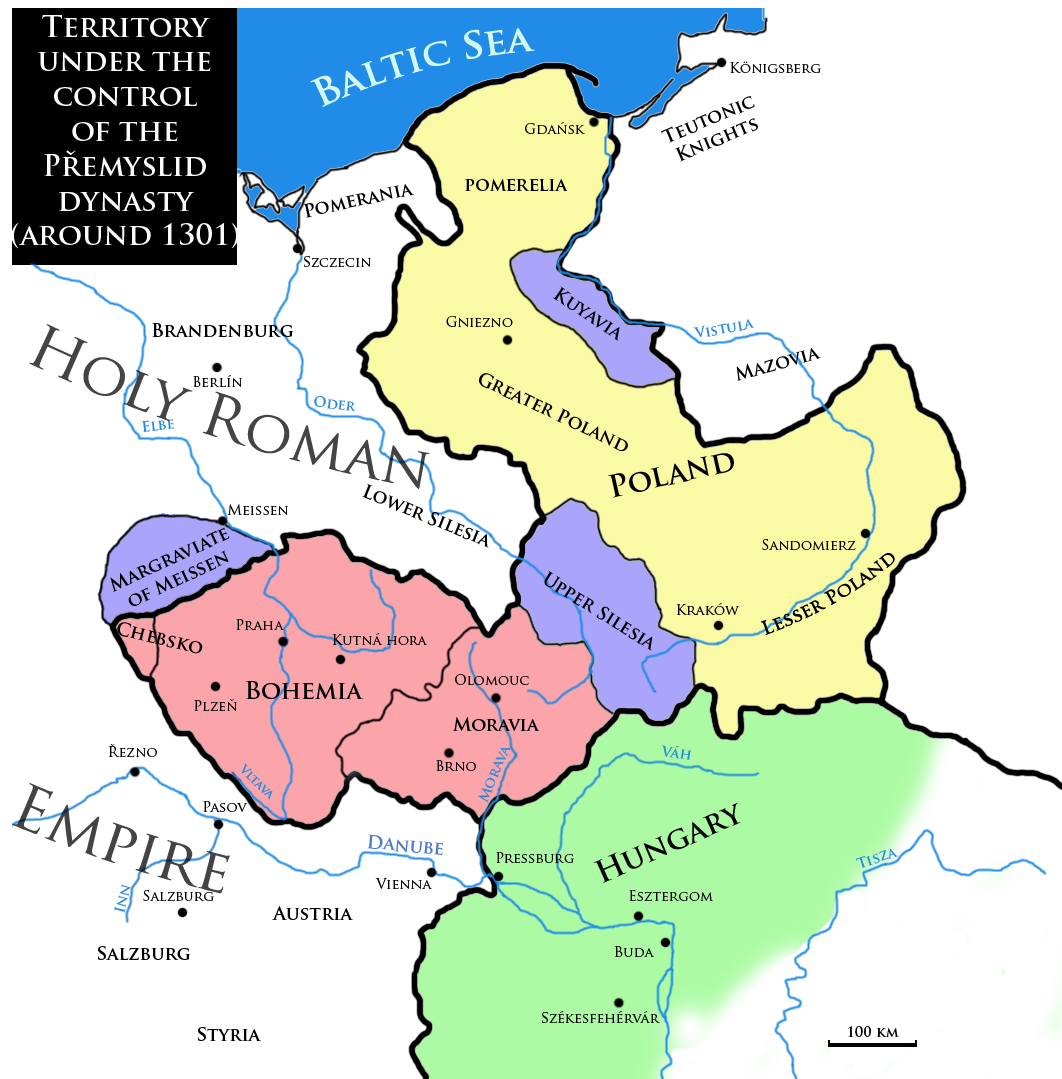
Территории под контролем династии Пржемысловичей к 1300 году

XIII век был наиболее динамичным периодом правления династии Пршемысловичей в Чехии. Озабоченность императора Фридриха II его средиземноморскими делами и династической борьбой, известной как Великое Междуцарствие (1254—1273) ослабили императорскую власть в Центральной Европе, тем самым укрепляя власть Пршемысловичей. В то же время монгольское нашествие (1220—1242) поглотило внимание восточных соседей Чешского королевства — венгров и поляков.
Во время правления последних Пржемысловичей и первых Люксембургов Богемское королевство было самым могущественным государством в Священной Римской империи. Король Пржемысл II Отакар правил землями от Австрии до Адриатического моря. Король Вацлав II в 1300 году был коронован королём Польши, а его сын Вацлав III — королём Венгрии через год. Теперь Чешское королевство простиралось от Венгрии до Балтийского моря.

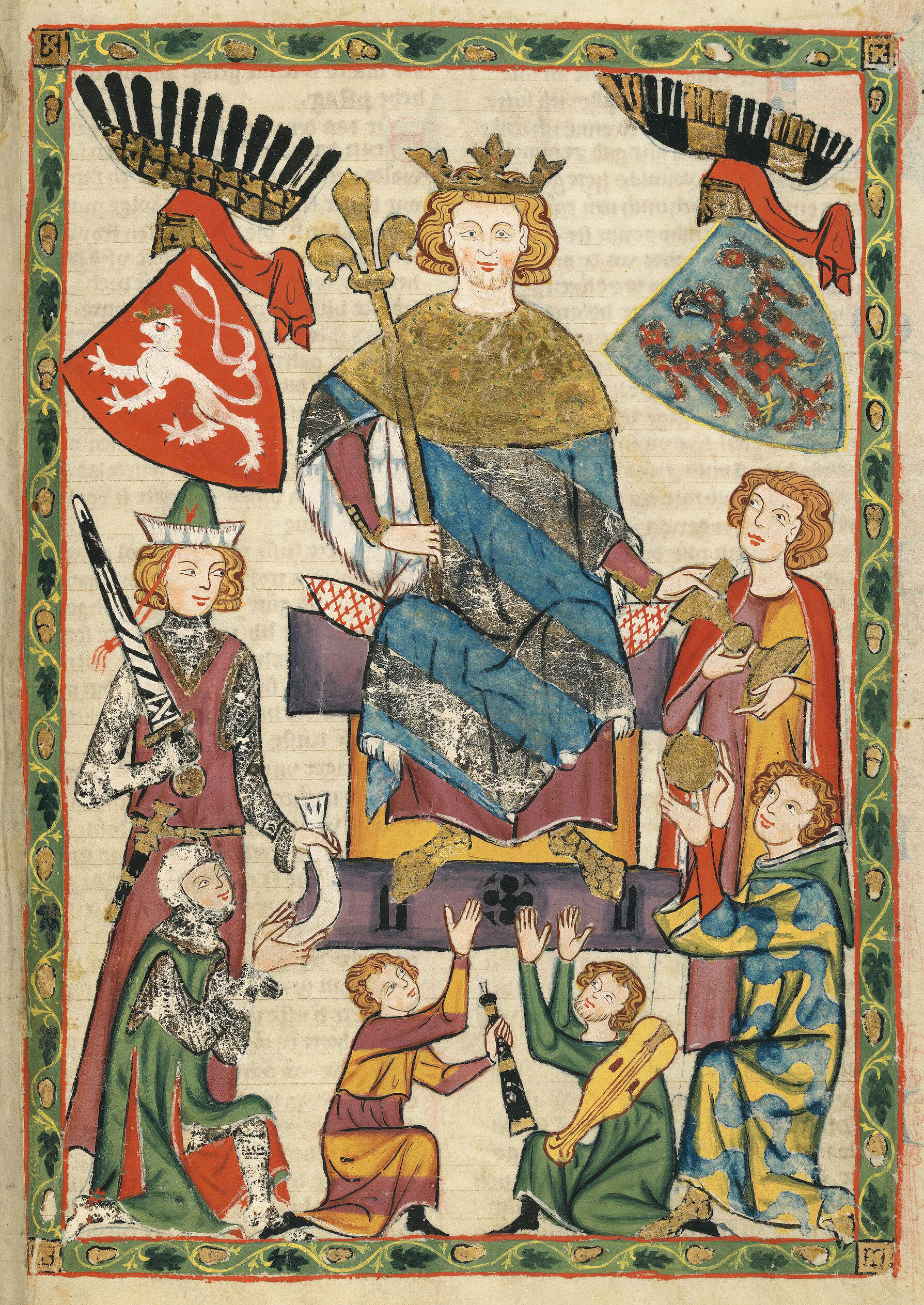
Вацлав II

Пржемысл II Отакар (1253—1278) женился на немецкой принцессе Маргарите Бабенберг и стал герцогом Австрии, приобретая тем самым Верхнюю и Нижнюю Австрии и часть Штирии. Вскоре он завоевал остальную часть Штирии, большую часть Каринтии и часть Карниолы. Его прозвали «королём железа и золота» (золота — из-за его богатства, железа — из-за завоеваний), в битве при Кресенбрунне он разбил венгерскую армию. Пржемысл также покорил прусских язычников. В 1256 году Пржемысл Отакар II основал город Краловец, позже известный как Кёнигсберг, ныне Калининград. Однако с 1273 года император Рудольф стал восстанавливать императорскую власть. В сочетании с мятежами аристократии в Богемии это привело к тому, что все немецкие земли были потеряны Пржемыслом к 1278 году, а сам король был покинут свитой и погиб в битве на Моравском поле против Рудольфа.
XIII век был также периодом крупномасштабной немецкой иммиграции. Переселение немцев на восток нередко поощрялось Пржемысловичами. Немцы пополняли городское население и в отдельных случаях образовывали колонии в глубине чешских земель. Кутна Гора, Немецкий Брод (ныне Гавличкув Брод) и Йиглава стали важными немецкими поселениями. Немцы привезли с собой собственный свод законов — ius teutonicum, — который лег в основу последующего коммерческого права Богемии и Моравии. Браки между чешскими дворянами и немцами вскоре стали обычным явлением.

### XIV век: «Золотой век»
XIV век, а особенно правление Карела I Люксембургского (1346—1378), считается Золотым веком чешской истории. В 1306 году династия Пржемысловичей пресеклась, и после ряда династических войн Ян, граф Люксембург, был избран чешским королём. Он женился на Елизавете, дочери Вацлава II. Его сын, Карл IV, стал чешским королём под именем Карела I.

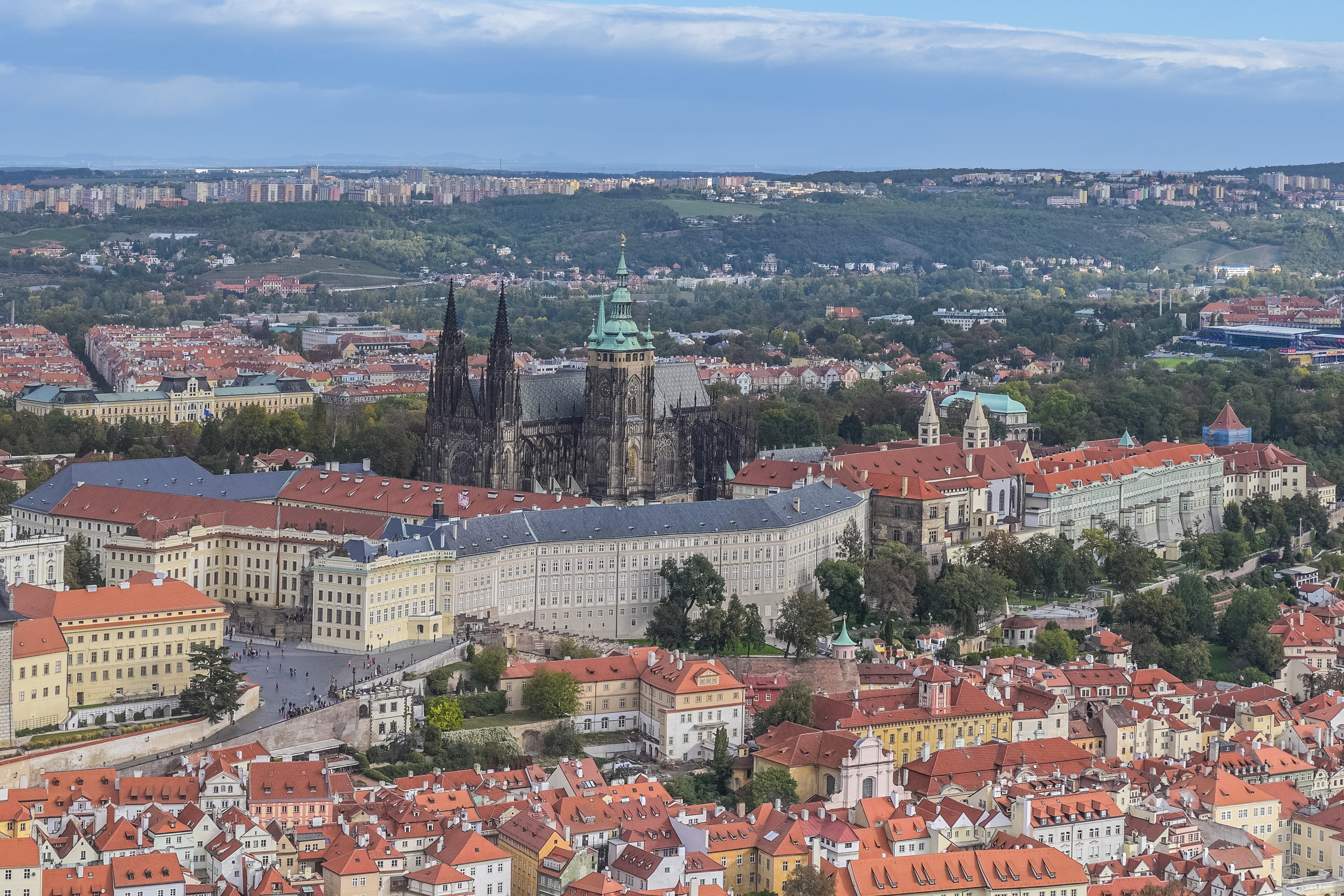
Пражский Град — древняя резиденция чешских князей, королей и императоров; после 1918 года — резиденция чехословацких и чешских президентов

Карл укрепил королевскую власть и престиж Чешского королевства. В 1344 году он возвел епархию Праги в статус архиепископства и освободил её от юрисдикции архиепископа Майнца. Пражский архиепископ получил право короновать королей Богемии. Карл обуздал чешскую, моравскую и силезскую знать, рационализировал местную администрацию в Богемии и Моравии и сделал Бранденбург (до 1415), Люксембург (до 1437), Лужицу (до 1635) и Силезию (до 1742) феодальными владениями богемской короны. Эти земли образовали Земли богемской короны.
В 1355 году Карл был коронован императором Священной Римской империи. В 1356 году он издал Золотую буллу 1356 года, систематизировавшую процесс выборов императора. Чешский король стал одним из семи выборщиков, а с последующим приобретением Бранденбурга Чешское королевство получило два голоса в коллегии выборщиков императора. Карл также сделал Прагу столицей империи.
Обширные строительные проекты, осуществляемые королём, включили в себя основание нового города к юго-востоку от старого. Королевский замок — Градчаны — был восстановлен. Особое значение имело основание Карлова университета в Праге в 1348 году, свидетельствовавшее о намерении Карла сделать Прагу международным центром образования.
Карл умер в 1378 году, и чешская корона перешла к его сыну, Вацлаву IV, который также был избран императором, однако в 1400 году был свергнут с имперского трона, но сохранил чешскую корону.

### XV век:гуситы
Гуситское движение (1402—1485) было прежде всего религиозным явлением, а затем уже — национальным. Как религиозное реформаторское движение оно представляло угрозу для папской власти и утверждало национальную автономию Богемии в церковных делах. Гуситы справились с четырьмя крестовыми походами из Священной Римской империи. Поскольку многие из крестоносцев были немцами, гуситское движение также стали рассматривать как движение за чешскую независимость. Оно приобрело антиимперскую и антинемецкую окраску и иногда определяется как первопричина долгосрочного этнического чешско-немецкого конфликта.
Гуситское движение зародилось во время долгого правления Вацлава IV (1378—1419) — период папского раскола и сопутствующей анархии в Священной Римской империи. Всё началось со спора в Карловом университете в Праге. В 1403 году Ян Гус стал ректором университета. Реформистский проповедник Гус поддерживал антипапские и антииерархические учения Джона Уиклифа в Англии. Учение Гуса отличалось желанием изжить пороки католической церкви — стремление к богатству, коррупцию и симонию. Он выступал в поддержку учения Уиклифа о церковной чистоте и бедности и призывал мирян причащаться под обоими видами — и хлебом, и вином (католическая церковь практиковала причащение вином лишь в отношении духовенства). Более умеренные последователи Гуса стали называть себя чашниками, а более радикальные — таборитами, от названия города Табор, где располагалась их резиденция. Гуситы отвергли церковную доктрину и оставили Библию в качестве единственного образца во всех вопросах веры.
Вскоре после вступления Гуса в должность немецкие профессора богословия потребовали осуждения трудов Уиклифа. Гус протестовал, получив поддержку со стороны чехов университета. Имея только один голос в принятии политических решений против трёх немецких, чехи оказались в меньшинстве, и ортодоксальная позиция возобладала. В последующие годы чехи требовали пересмотра Устава университета, чтобы уравнять голоса. Университетский спор был усилен колебаниями чешского короля Вацлава. Его благоприятствование немцам в назначениях на государственные должности вызывало националистические настроения среди чешских дворян, которые сплотились вокруг Гуса. Немецкие факультеты поддержали Збинека Зайича, архиепископа Праги, и немецкое духовенство. По политическим соображениям Вацлав решил поддержать Гуса. 18 января 1409 года Вацлав издал Кутнагорский указ, который передавал чехам контроль над Пражским университетом. В результате немецкие преподаватели и студенты массово покинули Карлов университет, что привело к основанию Лейпцигского университета.

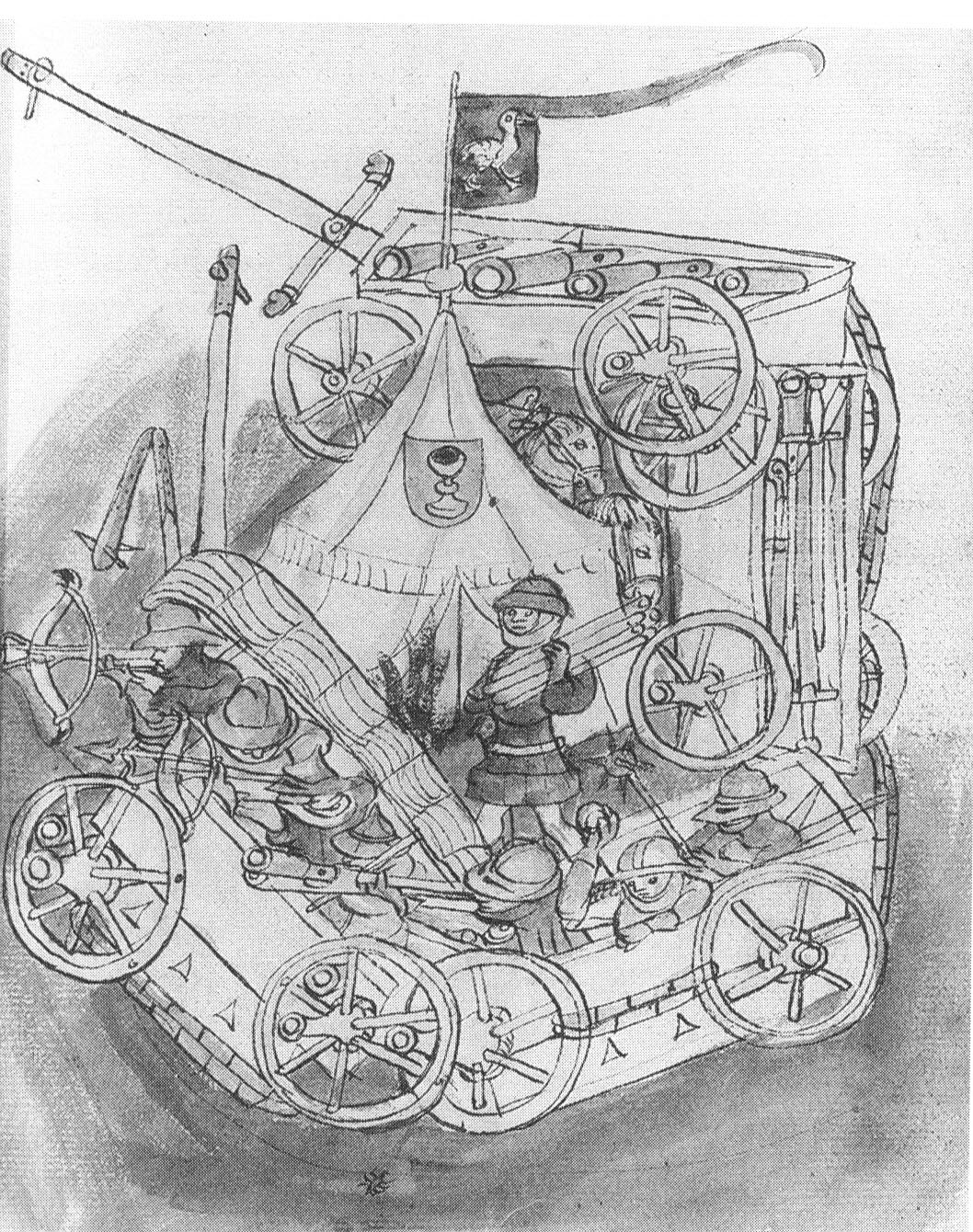
Гуситские укрепления из возов

Триумф Гуса был недолгим. Он стал проповедовать против продажи индульгенций, из-за чего потерял поддержку короля, поскольку тот получал процент от таких продаж. В 1412 году Гус и его последователи были уволены из университета и высланы из Праги. В течение двух лет реформаторы служили странствующими проповедниками по всей Чехии. В 1414 году Гус был вызван на собор в Констанце, чтобы защищать свои взгляды. По приезде он был пленён. Собор осудил его как еретика и постановил сжечь его на костре в 1415 году (данная императором гарантия безопасной поездки собором была посчитана недействительной в отношении столь явного еретика).
Гибель Гуса вызвала гуситские войны — десятилетия религиозных войн. Сигизмунд, пропапский король Венгрии и наследник чешского престола после смерти Вацлава в 1419 году, долгое время не мог установить контроль над королевством, несмотря на помощь со стороны венгерских и немецких войск. Беспорядки вспыхнули в Праге. Под руководством Яна Жижки табориты двинулись на столицу. Религиозные распри раскололи королевство. Чешские горожане и немцы-католики ополчились друг на друга. Многие из них были убиты, многие немцы бежали или были сосланы в Священную Римскую империю. Император Сигизмунд провел против гуситов четыре крестовых похода, но все они завершились провалом. Когда начинался крестовый поход, умеренные и радикальные гуситы объединялись и сдерживали врага. После того, как угроза была устранена, гуситские армии возвращались к преследованию католиков на территории королевства. Многие историки рисовали гуситов религиозными фанатиками, однако на самом деле они преследовали и вполне светские цели — защитить свою землю от императора и папы, не признававших право гуситов на существование. Жижка во главе армии штурмовал замки, монастыри, церкви и деревни, изгоняя католическое духовенство, экспроприируя церковные земли.
В ходе борьбы против Сигизмунда армии таборитов проникли в районы современной Словакии. Чешские беженцы поселились там, и с 1438 по 1453 год чешский аристократ Ян Йискра Брандис контролировал большую часть южной Словакии от Зволена до Кошице. Таким образом, гуситская доктрина получала распространение среди словаков, обеспечив основу для будущего союза чехов и словаков.
Когда Сигизмунд умер в 1437 году, чешские сословия избрали Альбрехта Австрийского в качестве его преемника. Альбрехт вскоре умер, и его сын, Ладислав Постум («Посмертный»), был объявлен королём. При Ладиславе Богемия фактически находилась под властью регентского совета, состоявшего из умеренных дворян-реформаторов, в основном чашников. Внутренние распри осложняли ситуацию в королевстве. Часть чешских дворян оставались ревностными католиками, лояльными к папе. Делегация чашников на Базельском совет 1433 года, казалось, была готова к примирению с католической церковью. Однако папа отклонил гуситские Компакты (основные положения учения), таким образом не допустив примирения чешских католиков с чашниками.

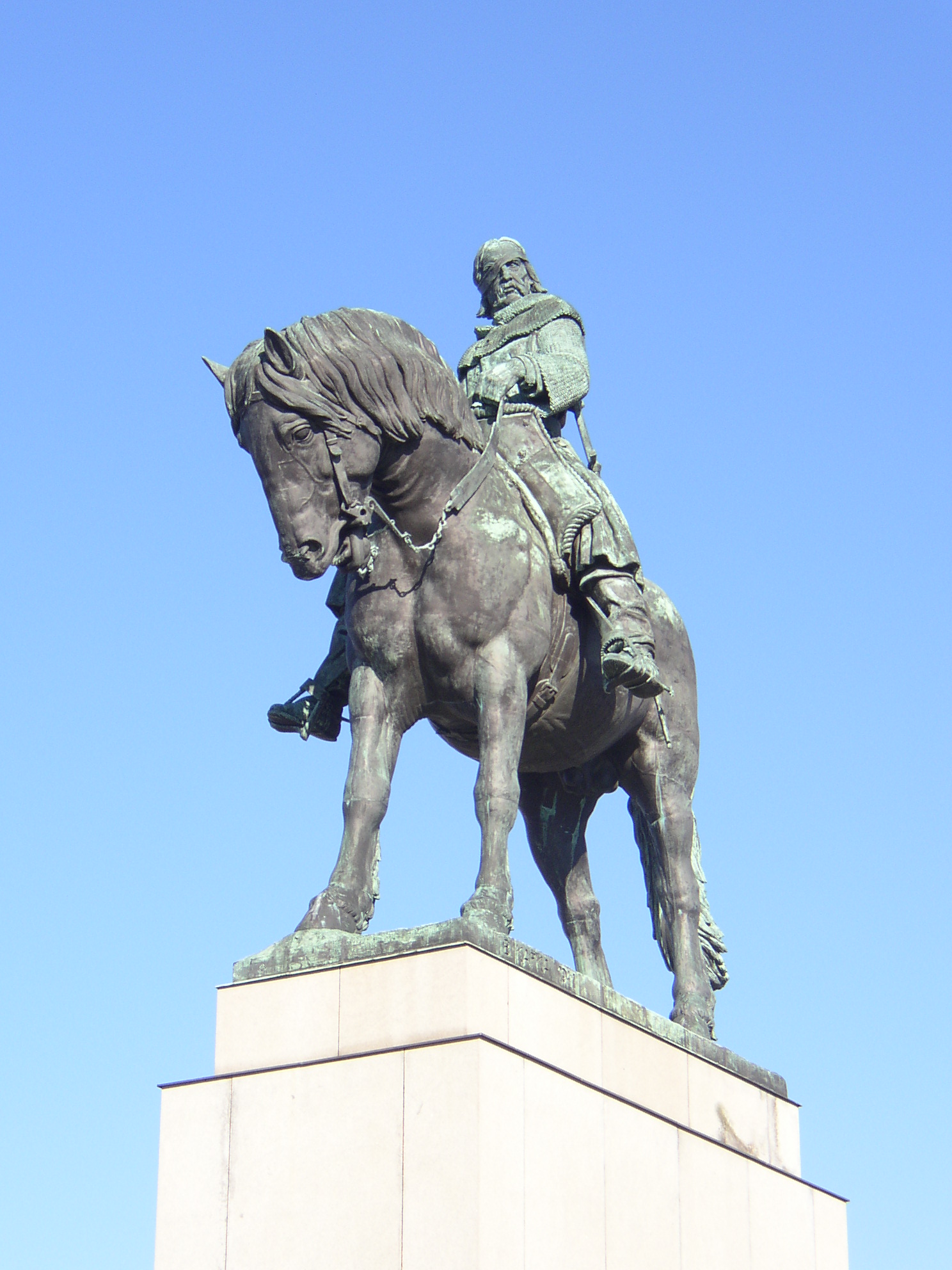
Ян Жижка, лидер гуситов

Йиржи из Подебрад, который позднее стал «национальным» королём Богемии, превратился в лидера регентства чашников. Йиржи сделал другого чашника, Яна Рокицану, архиепископом Праги и смог примирить более радикальных таборитов с чешской реформатской церковью. Католическая партия была вытеснена из Праги. Ладислав умер от лейкемии в 1457 году, и в следующем году чешские сословия избрали Йиржи из Подебрад королём. Хотя Йиржи был знатного происхождения, он не был наследником королевской династии. Поэтому его избрание не было признано папой и каким-либо из европейских монархов.
Йиржи стремился создать «Хартию Союза всеобщего мира». Он считал, что все монархи должны приложить усилия по приближению эры устойчивого мира на основе принципа национального суверенитета государств, принципов невмешательства, а также решения проблем и споров в международном трибунале. Кроме того, Европа должна была объединиться для борьбы с турками. При этом в этом устойчивом мире Йиржи не видел места папской власти.
Чешские католические дворяне в 1465 году присоединились к Зеленагурской лиге, бросив вызов авторитету Йиржи. В следующем году папа Павел II отлучил Йиржи от церкви. Началась Чешская война (1468—1478) между Богемией с одной стороны и Матвеем Корвином и Фридрихом III Габсбургом с другой. В её ходе венгерские войска заняли большую часть Моравии. Йиржи из Подебрад умер в 1471 году.

### После 1471: правление Ягеллонов и Габсбургов
После смерти короля гуситов чешские сословия избрали его преемником польского князя Владислава Ягеллона. В 1490 году он также стал королём Венгрии, а польские Ягеллоны стали править Чехией и Венгрией. Ягеллоны правили Чехией формально, их влияние в королевстве было минимальным, а реальное управление перешло в руки дворян на местах. Чешские католики приняли положения Базельского совета 1485 года и примирились с чашниками. Чешское отчуждение от империи усугублялось, и к 1500 году Богемия лишь формально являлась её частью.

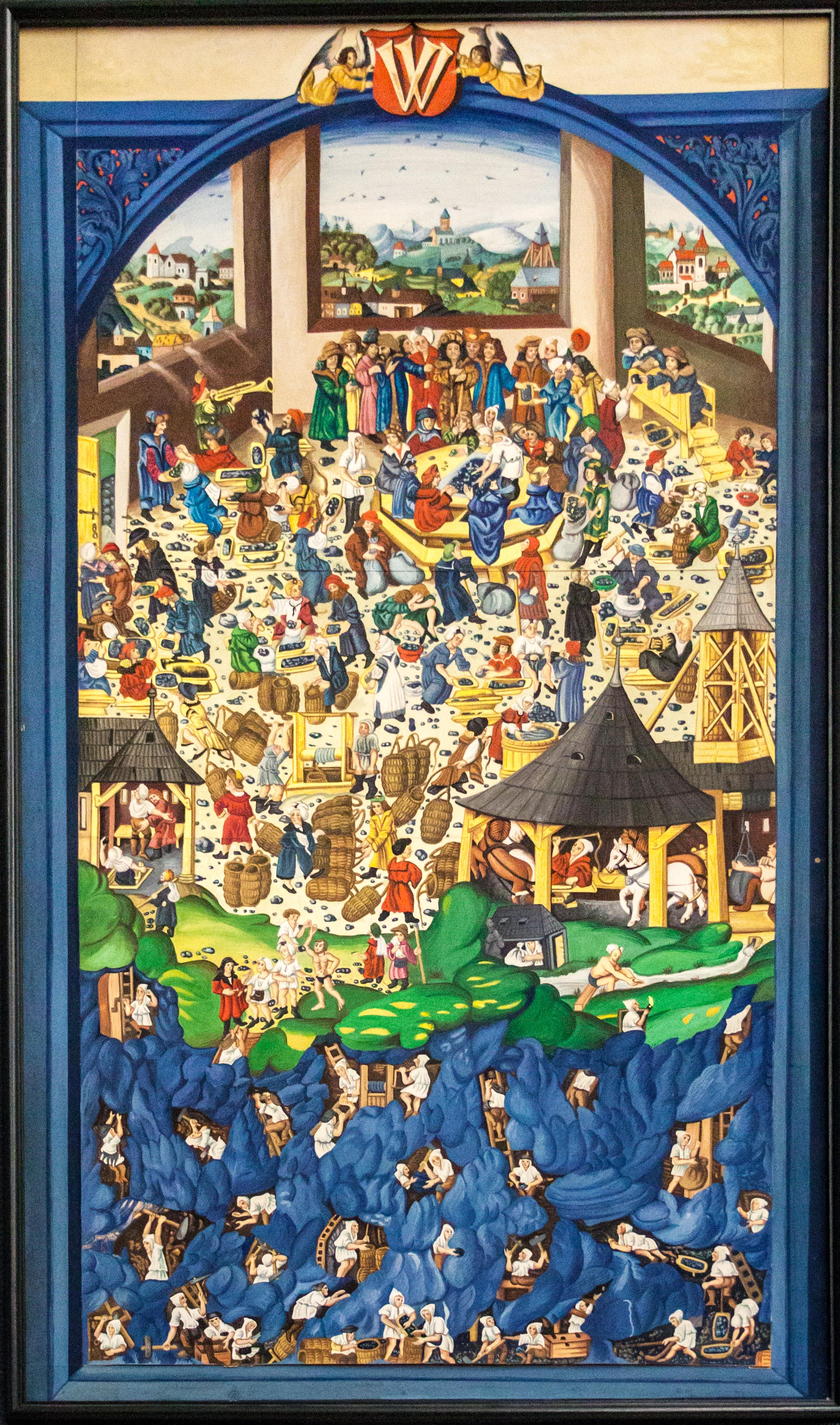
Кутна Гора, средневековый центр добычи серебра, когда-то был вторым по значимости городом Богемии

В 1526 году сын Владислава, король Людовик, потерпел сокрушительное поражение от турок-османов в битве при Мохаче и впоследствии скончался. В результате турки захватили часть Венгрии, а оставшиеся земли (в основном нынешняя территория Словакии) попали под власть Габсбургов в соответствии с условиями брачного договора короля Людовика. Чешские сословия избрали королём эрцгерцога Фердинанда, младшего брата императора Карла V. Так начались почти четыре столетия правления Габсбургов в Чехии и Словакии.
Последующее включение Чехии в состав Габсбургской монархии вопреки воле местного протестантского дворянства спровоцировало дефенестрацию 1618 года и Тридцатилетнюю войну. Поражение националистов в битве при Белой Горе в 1620 году положило конец чешскому движению за автономию.
В 1740 году прусская армия завоевала чешскую Силезию и вынудила Марию Терезию в 1742 году уступить большую часть Силезии Пруссии, кроме герцогств Цешин, Крнове и Опаве. В 1756 году Австрия начала готовиться к войне с прусским королём Фридрихом II, чтобы вернуть Силезию. Прусская армия заняла Саксонию и в 1757 году вторглась в Богемию. В битве при Праге (1757) она разгромила войска Габсбургов, а затем заняла Прагу. Было уничтожено более четверти зданий в городе, тяжёлые повреждения получил собор Святого Вита. Однако в Колинском сражении Фридрих был разбит, был вынужден покинуть Прагу и отступить из Богемии.
С распадом Священной Римской империи в 1806 году Богемское королевство было включено в состав Австрийской империи, и чешский королевский титул стал автоматически присваиваться австрийскому императору. В результате 1867 Австро-Венгерского соглашения провинции Богемия, Моравия и Силезия стали коронными землями Цислейтания. Чешское королевство официально прекратило своё существование в 1918 году путём преобразования в Чехословакию.
Нынешняя Чехия, состоящая из Богемии, Моравии и Чешской Силезии, по-прежнему использует большинство символов Богемского королевства — двухвостого льва на гербе, красно-белые полосы на государственном флаге и королевский замок в качестве резиденции президента.

## Земли Чешской короны

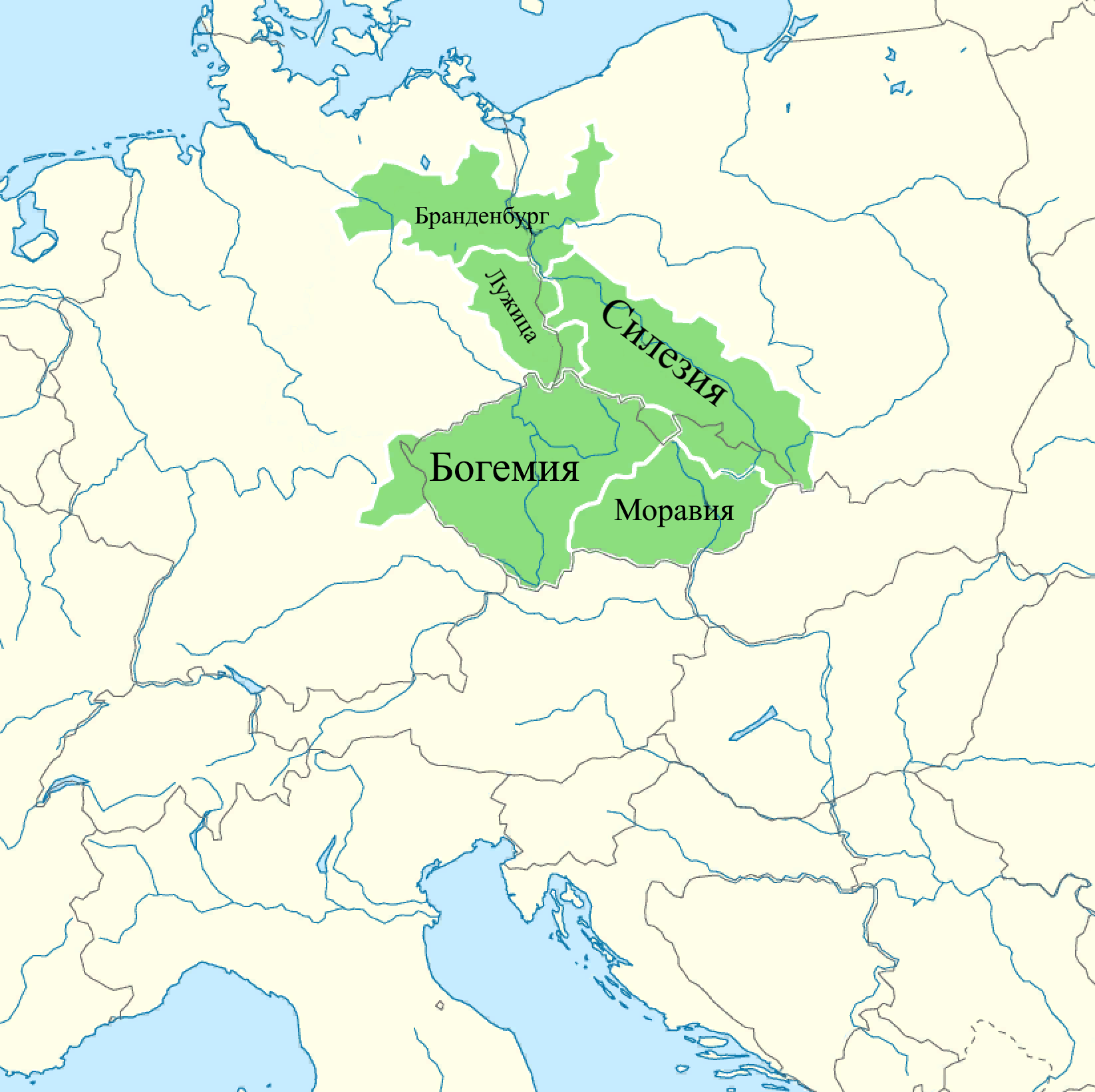
Земли богемской короны при Карле IV, наложенные на современные границы

Собственно Богемия (Čechy) с графством Глац (Hrabství kladské) была основной частью Чешского королевства. Эгерланд (Chebsko) был приобретен королём Вацлавом II между 1291 и 1305 годом и впоследствии присоединён к королевству на правах личной унии. В 1348 году Карл IV учредил Земли Чешской короны (země Koruny české), в которые, помимо Богемии, вошли:
- Моравская марка (Markrabství Moravské), приобретённая Пржемысловичами после битвы на реке Лех 955 года, переданная в 999 году Польше и отвоеванная Бржетиславом I в 1019 или 1029 годах;
- Верхняя Лужица (Horní Lužice), присоединённая отцом Карла IV Яном Слепым в 1329 году, и Нижняя Лужица (Dolní Lužice), приобретённая Карлом IV у Оттона V в 1367 году. Император Фердинанд II уступил Лужицу Саксонии в 1635 году по условиям Пражского мира;

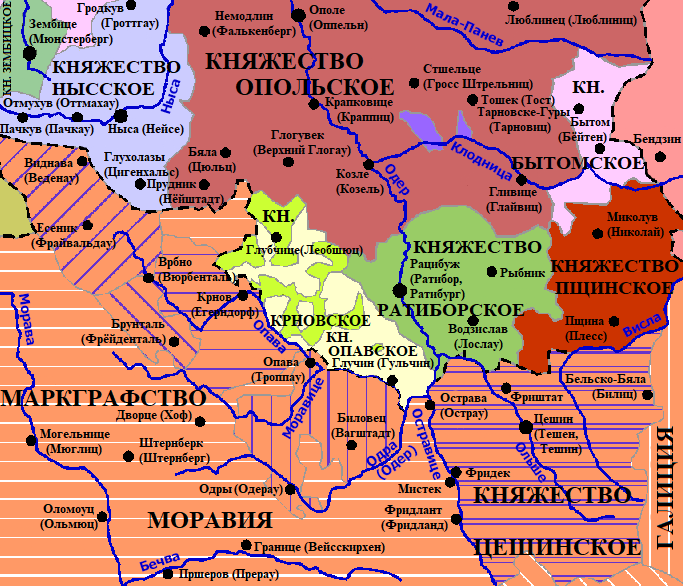
Верхняя Силезия

- Верхняя Силезиягерцогство Силезия (Slezsko), приобретённое в 1335 году по Тренчинскому договору между королём Яном Слепым и королём Польши Казимиром III. Королева Мария Терезия передала Силезию в 1742 году прусскому королю Фридриху II по Бреславльскому миру, за исключением Австрийской Силезии.

Короли Чехии также одно время правили:
- герцогством Австрия с 1251, Штирией с 1261 году, Эгерландом с 1266, Каринтией и Карниолой с 1269 и Фриули с 1272 годов — эти земли приобрёл Пржемысл II Отакар, но был вынужден уступить Рудольфу Габсбургу в 1278 году;
- северной частью Верхнего Пфальца, присоединённой Карлом IV в 1355 году. Сын Карла Вацлав уступил эту область в 1400 году королю Германии Рупрехту;
- курфюршеством Бранденбург, приобретённым в 1373 году Карлом IV у Оттона V. Сын Карла император Сигизмунд передал Бранденбург Фридриху I Гогенцоллерну в 1415 году.

## Административное деление

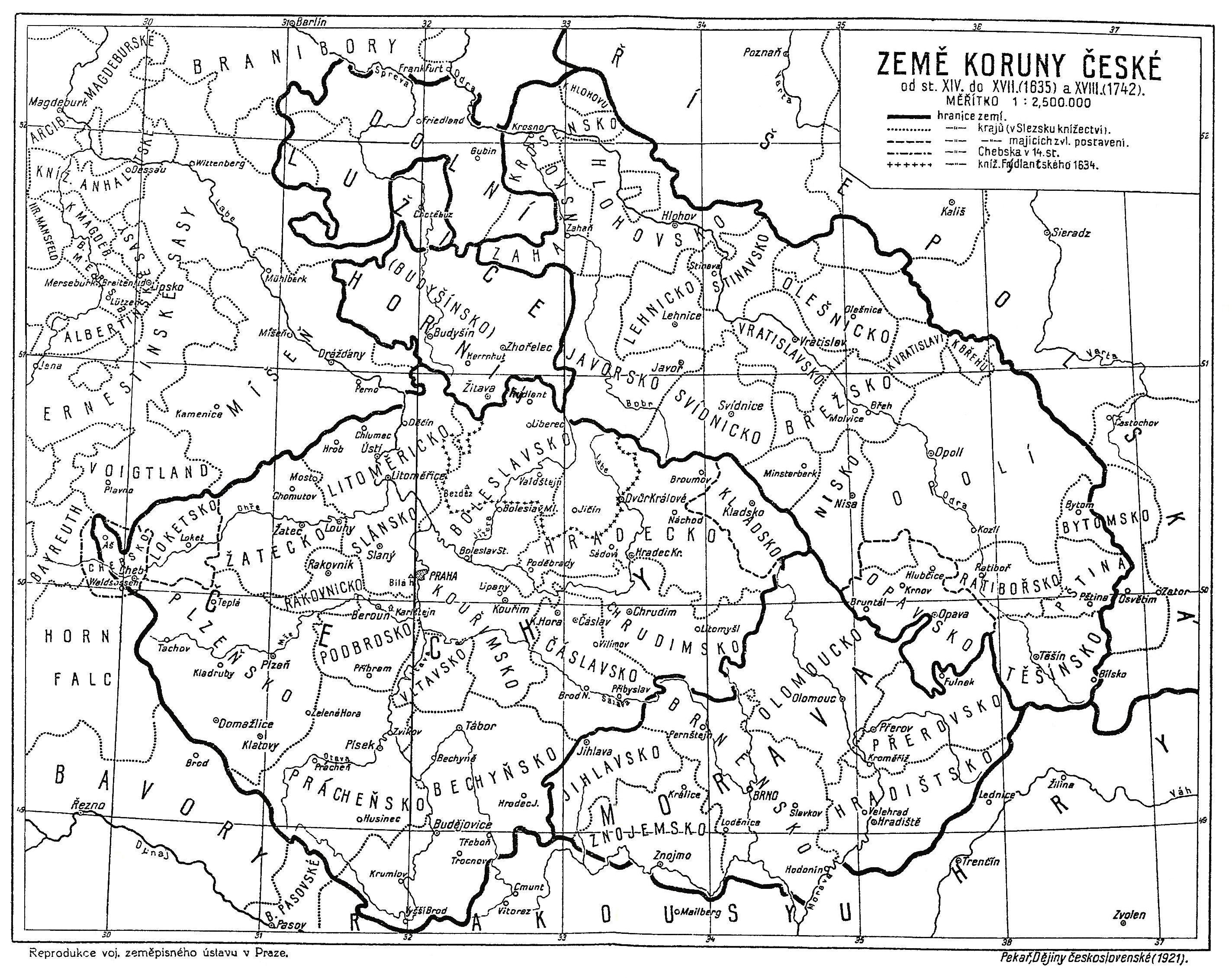
Земли богемской короны после 1742 года. Карта Йозефа Пекаржа, 1921

Края Богемии
- Бехине (нем. Beching)
- Болеслав (нем. Jung-Bunzlau)
- Часлав (нем. Tschaslau)
- Хрудим (нем. Chrudim)
- Градец-Кралове (нем. Königgrätz)
- Кладско (нем. Glatz)
- Коуржим (нем. Gurim)
- Литомержице (нем. Leitmeritz)
- Локет (нем. Elbogen)
- Влтава (нем. Moldau)
- Пльзень (нем. Pilsen)
- Бероун (нем. Beraun)
- Писек (нем. Pisek)
- Раковник (нем. Rakonitz)
- Сланы (нем. Schlan)
- Жатец (нем. Saaz)

## Короли Богемии (Чехии)

### Пржемысловичи
- Вратислав I (1086—1092)
- Владислав I (1158—1172)
- Пржемысл I Отакар (1198—1230)
- Вацлав I (1230—1253)
- Пржемысл II Отакар (1253—1278)
- Вацлав II (1278—1305)
- Вацлав III (1305—1306)

### Не принадлежали ни к одной династии
- Генрих Хорутанский (1306)
- Рудольф I Габсбург (1306—1307)
- Генрих Хорутанский (1307—1310, во второй раз)

### Люксембурги
- Ян Слепой (1310—1346)
- Карел I (1346—1378)
- Вацлав IV (1378—1419)
- Зикмунд (1419—1437)

### Габсбурги
- Альбрехт (1437—1439)
- Междуцарствие (1440—1453)
- Ладислав Постум (1453—1457)

### Не принадлежали ни к одной династии
- Йиржи из Подебрад (1458—1471)
- Матиаш I Хуньяди (1469—1490)

### Ягеллоны
- Владислав II (1471—1516)
- Людвик (1516—1526)

### Габсбурги(в составеСвященной Римской империи)
- Фердинанд I (1526—1564)
- Максимилиан I (1564—1576)
- Рудольф II (1576—1611)
- Матиаш II (1611—1619)

### Виттельсбахи
- Фридрих Пфальцский (1619—1621, фактически не был у власти)

### Габсбурги
- Фердинанд II (1619—1637, фактически с 1621)
- Фердинанд III (1637—1657)
- Фердинанд IV (1646—1654, номинально)
- Леопольд I (1657—1705)
- Иосиф I (1705—1711)
- Карел II (1711—1740
- Мария Терезия (1740—1780)

### Виттельсбахи
- Карл Баварский (1741—1743, во время войны за австрийское наследство; в нумерацию чешских королей не включается)

### Габсбурги-Лотарингские
- Иосиф II (1780—1790)
- Леопольд II (1790—1792)
- Франтишек I (1792—1835)
- Фердинанд V (1835—1848)
- Франц Иосиф I (1848—1916)
- Карел III (1916—1918)